# Ekofascism
Ekofascism är en politisk ideologi eller hållning som förenar ekologism med auktoritära politiska förslag och åtgärder för att främja ekologisk eller miljömässig överlevnad.

## Begreppets betydelse
Tre huvudsakliga användningar av begreppet "ekofascism" kan noteras: 
- Ekologism eller "gröna" åsikter hos fascister och nazister.
- Ekologism eller "gröna" åsikter som har lite att göra med nationalism men precis som fascismen sätter statens behov framför individens.
- Antihumanistiska och totalitära åsikter hos miljöaktivister och djurrättsaktivister, ofta med rötter i djupekologin.

Beteckningen "ekofascism" används ofta pejorativt, som skällsord mot meningsmotståndare för att utpeka dessa som extrema och antidemokrater.

## Ekologism hos fascister och nazister
Ett betydande inslag av naturromantik och antimodernism fanns hos nationalsocialismen i det tidiga 1900-talets Tyskland, och kan sägas ha varit ett tidstypiskt drag. Liknande tankegångar har tagits upp av många fascister och nazister idag.
Det fanns inom den tyska nazismen en tradition av grön nazism. Tredje Riket införde strikta djurskyddslagar som bland annat innefattade allt från ett totalförbud mot att använda djur som försöksobjekt till ett förbud mot att använda mask som bete vid fiske. Hitler själv var tämligen kritisk till den gröna nazismen som främst företräddes av Rudolf Hess, Fritz Todt, och Walther Darré.
Djurplågeri och miljöförstörelse är något som ofta kritiseras hårt inom många nationalsocialistiska och fascistiska grupper. Under efterkrigstiden har det kontinuerligt funnits en ekofascistisk grön flank inom naziströrelsen även om den varit liten och marginaliserad.

## Modern ekofascism
I nutida ekofascism kombineras djupekologisk filosofi med antihumanism, ofta med en accelerationistisk hållning. Överbefolkningens frågan och debatten om jordens ändliga resurser har återaktualiserat nymalthusianistiska tankegångar även i konservativa och fascistiska rörelserna. Många av de moderna ekofascistiska och nazistiska tänkarna framför bland annat idéer om att införa licenser för barnafödande, där folk som av staten ses som "undermåliga" inte tillåts föda barn och där defekta foster aborteras vare sig föräldrarna ger sitt tillstånd eller ej. Detta är tankar som återfinns i både Savitri Devis och Pentti Linkolas skrifter.

### Ekofascismens ideologer

#### Savitri Dervi
Den hindunazistiska esoterikern Savitri Devi, född 1905, har spelat viss roll hos ekofascister då hon själv var en pionjär inom djurrättsaktivism. Redan i unga tonår, under 1920- och 1930-talen, var hon med och befriade djur från vivisektionslaboratorier, och skrev sen om djur och miljön i sina böcker "The Impeachment of Man" och "The Lightning and the Sun". Hon hävdade bland annat att en civiliserad stat som anklagar andra länder för krigsförbrytelser men som själva tillåter grymma djurtester och experiment på djur inte förtjänar att existera. Hon menade vidare att vilket perfekt liv på jorden som helst (friska katter, träd och bengaliska tigrar tar hon som exempel på perfekta liv) är mer värt än en, med hennes egna ord, "ful, degenererad människa".
Dervi var utpräglad misantrop, rasist och hyste stark avsky mot dåtidens liberala samhällsbygge.
Hon skriver: 
| ”                                          | I valet mellan en miljon människor och ett lejon skulle jag välja lejonet, människor ligger inte i riskzonen att utrotas, medan allt för många djur gör det tack vare människorna. Innan jag vände mig till nationalsocialismen hade jag redan bestämt mig för att kunna rädda hela naturen så är det nödvändigt att minska på antalet människor med miljarder, det som drog mig till nationalsocialismen var frågan om vilka människor som vi skulle minska på. | „ |
| – Savitri Devi, The Lightning and the Sun. | |   |

#### Pentti Linkola
Pentti Linkola tar tanken om totalitarism till en nivå där staten ska tvångsskrota bilar, förstöra samtliga storstäder och evakuera folken till landsbygden. 
Han menar att de stora massorna själva inte skulle ge upp sin moderna livsstil och därför behöver en elit styra folket och han ger sitt stöd åt både Hitlers stormtrupper, de röda khmererna och talar positivt om attackerna den 11 september 2001. Pentti Linkola är på senare tid den filosof som oftast benämns som ekofascist, då han klart och tydligt i beskrivningar om hur idealsamhället ska se ut blandar totalitarism med ekologism. Bland annat har Linkola förespråkat massmord i syfte att minska jordens befolkning för att rädda miljön.
Pentti Linkola uppmärksammades för att eventuellt ha gett Pekka-Eric Auvinen inspiration till massakern på Jokela skola.

#### Julius Evola
Traditionalisten Julius Evola skriver bland annat om att det bör vara en elit som styr med stor respekt för djur och natur, att jorden är överbefolkad och att demokratin måste bort. Han skriver att människan på jorden idag kan liknas vid spridande cancerceller i en kropp eller svärmande maskar över en ruttnande organism.

#### Cornelius Zelea Codreanu
Fascisten Corneliu Zelea Codreanu skrev efter 1920 att hans legion skall föra krig genom räder mot de urbaniserade storstäderna ifrån bergen och skogarna och försvara naturen från industrialisering. Tankar om att djur ska respekteras och tankar om under- och övermänniskor är något som ofta förekommer bland andra nationalsocialistiska och ekofascistiska författare. 
Den stora massan ses helt enkelt som "inkapabel" att leda sig själva och i ekofascisters ögon måste en stark totalitär stat, i både Linkolas, Devis och Corneliu Zelea Codreanus ord: en naturlig elit, istället se till så att folket slutar förstöra miljön, inför starka djurskyddslagar, förbjuder pälsindustrier, och industrialisering, med mera.

## Övriga tänkare som förknippats med ekofascism
Bland dem som ofta kallats "ekofascister" kan man även nämna följande personer:
- Herbert Gruhl
- Pentti Linkola